# Eduardo Navarro
Eduardo de Almeida Navarro (Fernandópolis, 20 de fevereiro de 1962) é um filólogo e lexicógrafo brasileiro, especialista em tupi antigo e nheengatu. Ele é professor catedrático da Universidade de São Paulo, onde leciona tupi antigo desde 1993, e nheengatu desde 2009. Eduardo Navarro é autor do Método Moderno de Tupi Antigo (1998), um curso de tupi antigo, e do Dicionário de tupi antigo (2013). Entre suas principais realizações estão a publicação do dicionário, a tradução das cartas dos índios Camarões, e o fato de ter popularizado o conhecimento da língua tupi antiga, tornando-a mais acessível a um público não especializado.

## Biografia
Eduardo Navarro graduou-se em Geografia pela Universidade Estadual Paulista e concluiu seu mestrado em Geografia Física pela mesma instituição. Seu doutorado, iniciado aos 29 anos, foi inicialmente em Linguística, mas depois passou a ser Letras Clássicas pela Universidade de São Paulo. Possui outra graduação, também em Letras Clássicas.
Iniciou uma graduação em Filosofia na Faculdade São Bento, de São Paulo, mas interrompeu o curso. Mesmo assim, manteve o interesse pela área. Com efeito, seu primeiro livro, publicado quando tinha 25 anos, intitulava-se O Pensamento Vivo de Sócrates.
Em 1995, doutorou-se com uma tese sobre a questão das línguas no Renascimento. Ele publicou, em 1997, Anchieta: vida e pensamentos, livro a respeito do padre jesuíta espanhol José de Anchieta, autor da primeira gramática da língua tupi antiga e um dos primeiros autores da literatura brasileira.

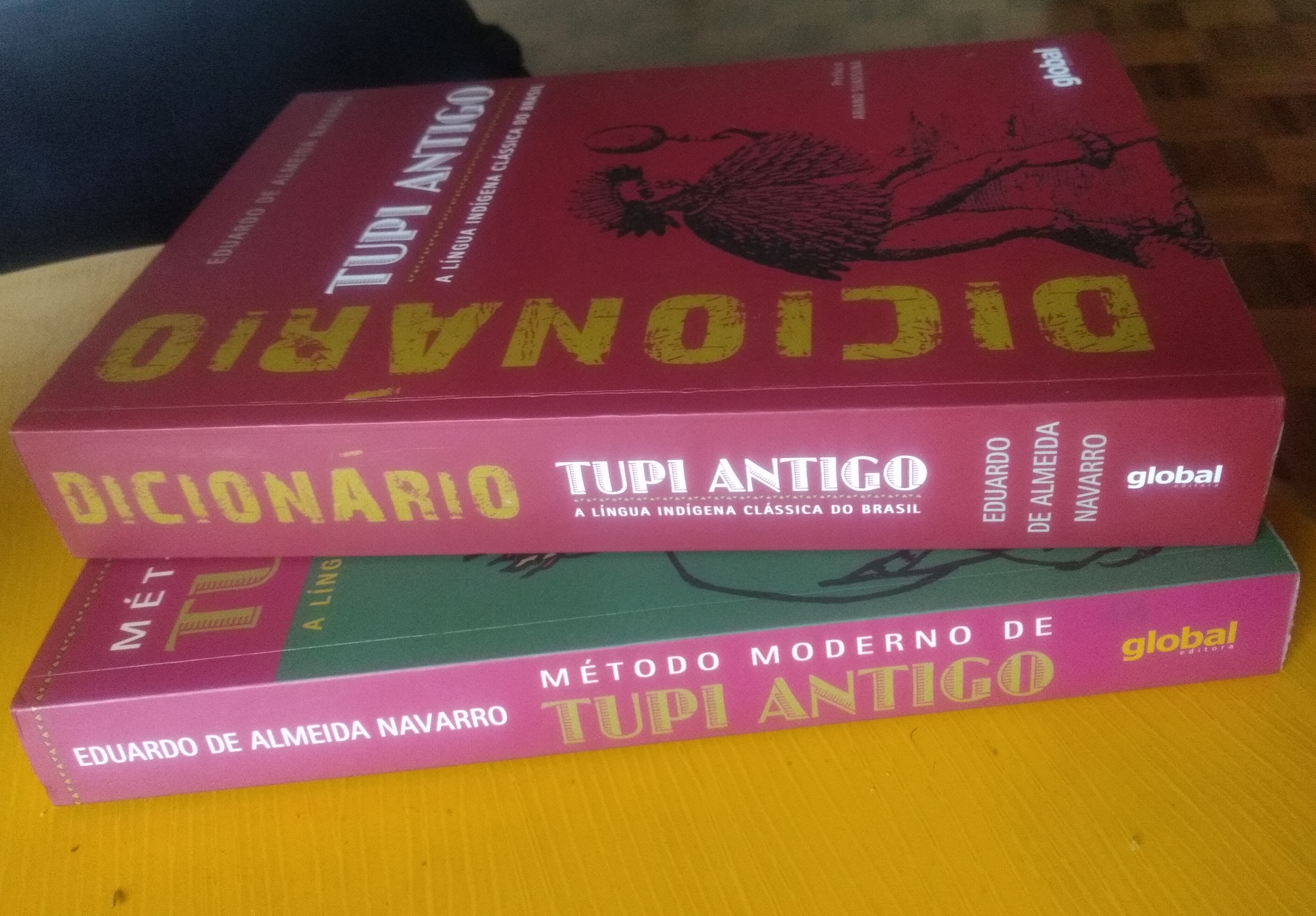
Duas das principais obras de Navarro, o curso e o dicionário de tupi antigo

Em 1998, Navarro lançou a obra Método Moderno de Tupi Antigo: a língua do Brasil dos primeiros séculos, um curso cujo objetivo é capacitar o estudante a ler os textos quinhentistas e seiscentistas nessa língua e ao mesmo tempo mostrar a penetração do tupi antigo na cultura do Brasil. Ele realizou, em 2005, pós-doutoramento na Índia, onde foi estudar as origens do mito de São Tomé no Brasil.
Em 2013, Navarro lançou a obra Dicionário de tupi antigo: a língua indígena clássica do Brasil, em que descreve quase oito mil vocábulos dessa língua, superando assim o Tesoro de la lengua guaraní, de Antonio Ruiz de Montoya, que exibe cerca de cinco mil entradas. Atualmente está preparando um dicionário de nheengatu.

## Contribuições

### Literatura tupi
Eduardo Navarro foi o organizador e principal tradutor dos livros Poemas: lírica portuguesa e tupi, de 1997, e Teatro, de 1999, nos quais redigiu notas explicativas e modernizou a ortografia original dos textos, cujo conteúdo havia sido majoritariamente escrito em tupi antigo por José de Anchieta.
Ele também foi o responsável por redigir o prefácio e as notas de rodapé da reedição do livro Uma festa brasileira, de Ferdinand Denis, além de ter traduzido parte de tal obra diretamente do tupi antigo. A primeira edição desse livro havia sido publicada em 1850 na cidade de Paris. A reedição foi lançada em outubro de 2007, com versão bilíngue em francês e em português. O trecho traduzido por Navarro foram os Poemas brasílicos, do padre Cristóvão Valente.

### Cartas dos índios Camarões
Em 2021, Eduardo Navarro anunciou ter traduzido as seis cartas dos índios Camarões, descobertas há mais de 130 anos nos Países Baixos, onde lá estão guardadas há quase 400 anos. As cartas, todas em tupi, são o único registro de indígenas alfabetizados que escreveram no Período Colonial.

### Resgate da língua tupi

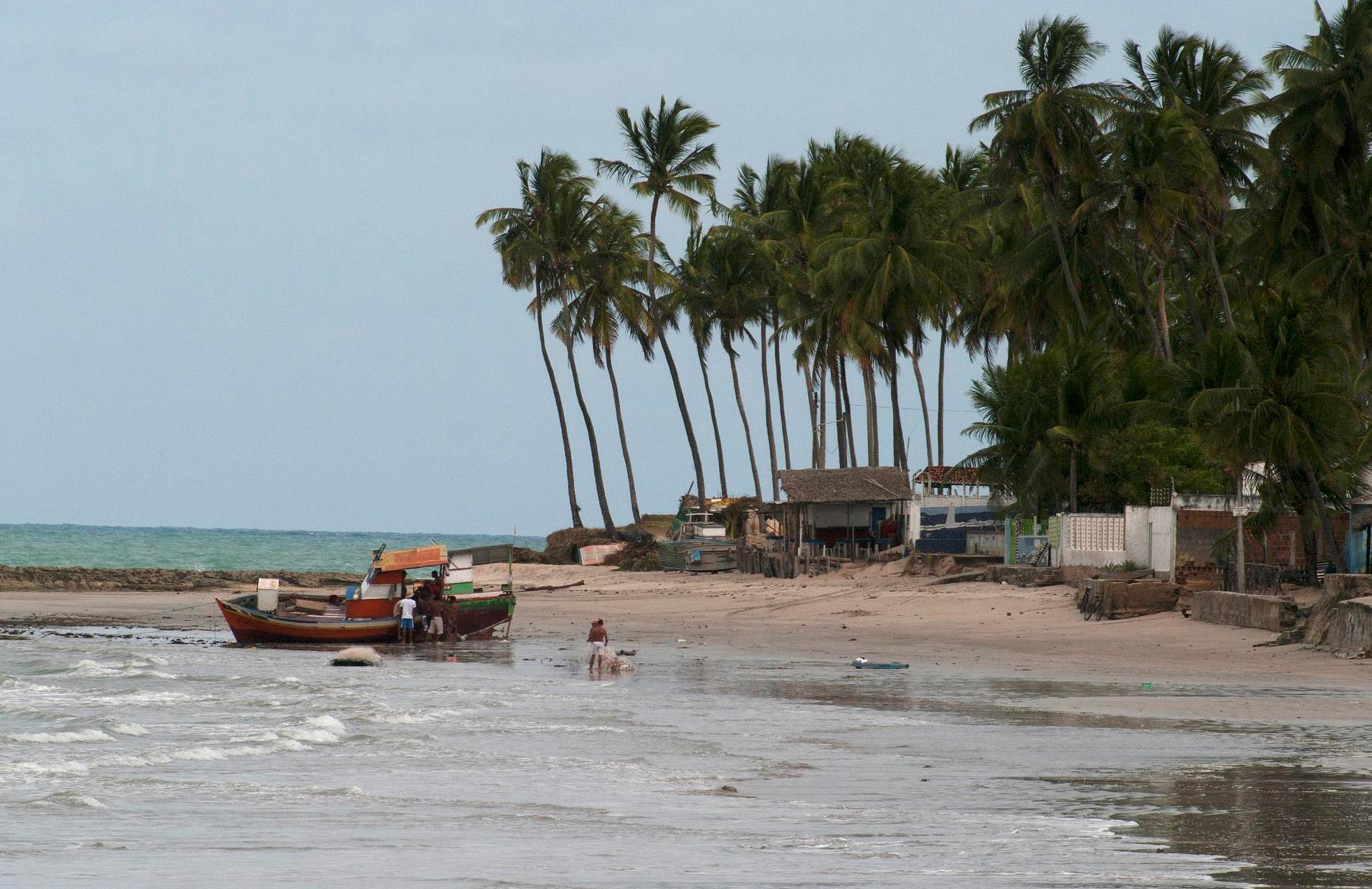
A Praia da Baía da Traição, em cujo município homônimo se tenta resgatar o idioma indígena

Desde o ano 2000, Eduardo Navarro tem formado professores de tupi antigo para escolas indígenas da Paraíba, em uma iniciativa chamada Projeto Poti. O primeiro curso de tupi clássico, ocorrido no município de Baía da Traição, teve duração de dois anos e formou 17 monitores para atuarem como professores nas escolas potiguaras, objetivando multiplicar o conhecimento a respeito dessa língua, a fim de recuperá-la.
Houve, ainda, a institucionalização da língua tupi no currículo das escolas indígenas. Com efeito, a disciplina é ministrada desde os anos iniciais até o ensino médio.

### Hans Staden(filme)
Eduardo Navarro foi o responsável pela tradução para o tupi de todo o roteiro do filme sobre o aventureiro alemão Hans Staden, que esteve por duas vezes no Brasil do século XVI. O longa-metragem, dirigido por Luiz Alberto Pereira, foi lançado em 1999 por ocasião das comemorações do aniversário de 500 anos do Brasil.
Para além desse filme, Navarro também traduziu alguns diálogos da minissérie A muralha, da Rede Globo.

## Prêmios e honrarias
- 2000 — Medalha Brasil 500 Anos, atribuída pelo Instituto Genealógico Brasileiro e pela Academia Paulista de Letras.[31]
- 2013 — Los Destacados de ALIJA, prêmio atribuído pela Asociación de Literatura Infantil y Juvenil Argentina, pela tradução de Cabeza hueca, cabeza seca.[32]

## Obras selecionadas
- ANCHIETA, José de (2004). Poemas: lírica portuguesa e tupi. Traduzido por NAVARRO, Eduardo de Almeida 2.ª ed. São Paulo: Martins Fontes. 240 páginas. ISBN 9788533619562
- ANCHIETA, José de (2006). Teatro. Traduzido por NAVARRO, Eduardo de Almeida 2.ª ed. São Paulo: Martins Fontes. 224 páginas. ISBN 9788533621428
- NAVARRO, Eduardo de Almeida (2005). Método moderno de tupi antigo: a língua do Brasil dos primeiros séculos 3.ª ed. São Paulo: Global. 464 páginas. ISBN 9788526010581
- NAVARRO, Eduardo de Almeida (2013). Dicionário de tupi antigo: a língua indígena clássica do Brasil 1.ª ed. São Paulo: Global. 624 páginas. ISBN 9788526019331
- NAVARRO, Eduardo de Almeida (2016). Curso de língua geral (nheengatu ou tupi moderno): a língua das origens da civilização amazônica 2.ª ed. São Paulo: Centro Angel Rama. 112 páginas. ISBN 9788591262021
- Histórias em língua geral da Amazônia. Organizado por NAVARRO, Eduardo de Almeida; AVILA, Marcel Twardowsky 1.ª ed. São Paulo: Centro Angel Rama. 2017. 112 páginas. ISBN 9788591262038[33]

### Videografia
- Eduardo Navarro participa do Programa do Jô. Programa do Jô. 25 de outubro de 2013  – via Globoplay
- Eduardo Navarro lança o Dicionário de tupi antigo, pela Global Editora. Grupo Editorial Global. 30 de outubro de 2013  – via YouTube
- Pesquisador traduz cartas indígenas escritas há quatro séculos. TV Brasil. 26 de novembro de 2021  – via YouTube
- Provocações 147 com Eduardo Navarro — bloco 1. Provocações. 19 de julho de 2012  – via YouTube
- Provocações 147 com Eduardo Navarro — bloco 2. Provocações. 19 de julho de 2012  – via YouTube

### Audiografia
- Livro reúne histórias traduzidas para o tupi moderno. Tarde Nacional. 23 de janeiro de 2018  – via Rádio Nacional da Amazônia